# Liste der Bischöfe von Budweis

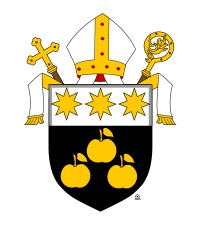
Wappen des Bistums Budweis

## Bischöfe
Die folgenden Personen waren bzw. sind Bischöfe von České Budějovice
| Nr. | Bischof                             | von  | bis  | Beschreibung | Darstellung | Wappen |
| --- | ----------------------------------- | ---- | ---- | --- | ----------- | ------ |
| 01  | Johann Prokop Graf von Schaffgotsch | 1784 | 1813 | * 22. Mai 1748 in Prag, am 25. Mai 1771 in Prag zum Priester geweiht, am 20. Dezember 1784 zum Bischof von Budweis ernannt, konsekriert am 27. September 1785, † 8. Mai 1813 |             |        |
|     | Sedisvakanz 1813–1815               |      |      | |             |        |
| 02  | Ernest Konstantin Růžička           | 1815 | 1845 | * 21. Dezember 1761 in Tloskowiez, am 15. Juni in Prag zum Priester geweiht, am 15. Juni 1815 zum Bischof von Budweis ernannt, konsekr. am 8. März 1816, † 18. März 1845 |             |        |
| 03  | Joseph Andreas Lindauer             | 1845 | 1850 | 1845 zum Bischof von Budweis ernannt, † 1850 |             |        |
| 04  | Jan Valerián Jirsík                 | 1851 | 1883 | * 19. Juni 1798 in Kácov, am 5. September 1851 zum Bischof von Budweis ernannt, † 18483 |             |        |
| 05  | Franz de Paula Graf von Schönborn   | 1883 | 1885 | * 24. Januar 1844 in Prag, am 12. August 1873 zum Priester geweiht, am 28. August 1883 zum Bischof von Budweis ernannt, konsekr. am 18. November 1883, am 27. Juli 1885 zum Erzbischof von Prag ernannt, zum Kardinal kreiert am 24. Mai 1889, † 25. Juni 1899                                                                |             |        |
| 06  | Martin Josef Říha                   | 1885 | 1907 | * 11. November 1839 in Woslow, am 27. Juli 1885 zum Bischof von Budweis ernannt, † 6. Februar 1907 |             |        |
| 07  | Josef Antonín Hůlka                 | 1907 | 1920 | * 10. Februar 1851 in Velenovy, am 16. Dezember 1907 zum Bischof von Budweis ernannt, † 6. Februar 1920 |             |        |
| 08  | Šimon Bárta                         | 1920 | 1940 | * 27. Oktober 1874 in Zimatice, am 16. Dezember 1920 zum Bischof von Budweis ernannt, konsekr. 18. Februar 1921, † 2. Mai 1940 |             |        |
|     | Sedisvakanz 1940–1947               |      |      | |             |        |
| 09  | Josef Hlouch                        | 1947 | 1972 | * 26. März 1902 in Lipnik, am 5. Juli 1926 zum Priester geweiht, am 25. Juni 1947 zum Bischof von Budweis ernannt, konsekr. am 15. August 1947, † 10. Juni 1972 |             |        |
|     | Sedisvakanz 1972–1990               |      |      | |             |        |
| 10  | Miloslav Vlk                        | 1990 | 1991 | * 17. Mai 1932 in Lišnice, am 23. Juni 1968 zum Priester geweiht, am 14. Februar 1990 zum Bischof von Budweis ernannt, geweiht 31. März 1990, am 27. März 1991 Erzbischof von Prag, am 26. November 1994 in das Kardinalskollegium aufgenommen, emeritiert 13. Februar 2010, † 18. März 2017                                  |             |        |
|     | Václav Dvořák                       | 1991 | 1991 | Mit Ernennung von Miloslav Vlk zum Erzbischof von Prag war er von Juni bis November 1991 Apostolischer Administrator in Budweis. |             |        |
| 11  | Antonín Liška, C.SS.R.              | 1991 | 2002 | * 17. September 1924 in Bohumilice, am 22. September 1951 zum Priester geweiht, am 19. Mai 1988 zum Titularbischof von Vergi und zum Weihbischof in Prag ernannt, geweiht am 11. Juni 1988, am 28. August 1991 Bischof von Budweis, † 15. Oktober 2003                                                                        |             |        |
| 12  | Jiří Paďour, O.F.M. Cap.            | 2002 | 2014 | * 4. April 1943 in Vraclav, am 21. Juni 1975 zum Priester geweiht, am 3. Dezember 1996 zum Titularbischof von Ausuccura und zum Weihbischof in Prag ernannt, geweiht am 11. Januar 1997, am 23. Februar 2001 Koadjutorbischof und seit 25. September 2002 Bischof von Budweis, Rücktritt am 1. März 2014, † 11. Dezember 2015 |             |        |
| 13  | Vlastimil Kročil                    | 2015 |      | * 10. Mai 1961 in Brünn, Studium in Rom 1988 bis 1996, am 16. Juli 1994 zum Priester geweiht, am 19. März 2015 ernannt, am 6. Juni zum Bischof geweiht |             |        |

## Weihbischöfe
Die folgenden Personen sind/waren Weihbischöfe des Bistums Budweis:
| Nr. | Bischof     | von  | bis | Beschreibung | Darstellung | Wappen |
| --- | ----------- | ---- | --- | --- | ----------- | ------ |
| 01  | Pavel Posád | 2008 |     | * 28. Juni 1953 in Budkov, am 26. Juni 1977 in Brünn zum Priester geweiht, am 24. Dezember 2003 zum Bischof von Leitmeritz Bischofsweihe am 28. Februar 2004, am 26. Januar 2008 Titularbischof von Poetovium und Weihbischof in Budweis |             |        |